# فهرست تبدیل‌های مرتبط با تبدیل فوریه
این صفحه شامل فهرستی از تبدیل‌های خطی توابع مرتبط با تحلیل فوریه است. این تبدیل‌ها به‌طور کلی تابع‌ها را به مجموعه‌ای از ضریب‌های توابع بنیادی نگاشت می‌کنند. این توابع بنیادی به صورت سینوسی بوده و در نتیجه در طیف فرکانسی اکیداً محلی هستند. (این تبدیل‌ها به گونه‌ای طراحی شده‌اند تا غیرقابل بازگشت باشند) در حالت تبدیل فوریه، هر تابع بنیادی نمایندهٔ یک جزء فرکانسی است.

## تبدیل‌های پیوسته
تبدیل‌های پیوسته به تابع‌هایی با ورودی پیوسته اعمال می‌شوند. تبدیل‌هایی از این نوع و مرتبط با فوریه شامل موارد زیر هستند:
- تبدیل لاپلاس دوسویه
- تبدیل ملین
- تبدیل لاپلاس
- تبدیل فوریه، در شرایط زیر:
  - سری فوریه
    - هنگامی که تابع یا موج ورودی متناوب باشد، خروجی تبدیل فوریه به شکل تابع نمونه برداری دیراک کام در می‌آید که توسط ضرایب گسستهٔ یک دنبالهٔ محدود که مقادیر آن اعداد مختلط هستند، تعدیل می‌شود. این دنباله، دنبالهٔ ضرایب سری‌های فوریه نامیده می‌شود. عبارت سری فوریه در واقع به معکوس تبدیل فوریه اشاره دارد که مجموع توابع سینوسی در فرکانس‌های گسسته و ضرایبِ آن، ضرایب سری فوریه است.
    - هنگامی که بخش‌های غیر صفر تابع ورودی محدود هستند، تبدیل فوریه پیوسته و دارای مقادیر محدود خواهد بود. اما یک زیرمجموعهٔ گسسته از مقادیر آن برای بازسازی قسمتی که تحلیل شده‌بود، کافیست. با در نظر گرفتن زمان آن قسمت به اندازهٔ یک دوره تناوب تابع متناوب و محاسبهٔ ضرایب فوریه، همان مجموعهٔ گسسته به دست خواهد آمد.

  - تبدیل‌های سینوسی و کسینوسی: هنگامی که تابع ورودی در اطراف مبدأ، تقارن زوج یا فرد دارد، تبدیل فوریه به یک تبدیل سینوسی یا کسینوسی بدل می‌شود.
- تبدیل هارتلی
- تبدیل فوریه زمان کوتاه (STFT)
- تبدیل چرپلت
- تبدیل فوریه کسری (FRFT)
- تبدیل هنکل: مربوط به تبدیل فوریه یا تابع‌های شعاعی است.

## تبدیل‌های گسسته
تبدیل‌های گسسته برای استفاده در رایانه‌ها، نظریهٔ اعداد، جبر و تابع‌هایی که ورودی گسسته می‌گیرند، مناسب هستند و به کمک تبدیل‌های زیر انجام می‌گیرند:
- تبدیل فوریه گسسته‌زمان (DTFT): این تبدیل معادل تبدیل فوریهٔ یک تابع پیوسته عمل می‌کند که به وسیلهٔ مقادیر نمونه برای تعدیل دیراک کام، به آن ورودی گسسته داده شده باشد. هنگامی که مقادیر نمونه با نمونه‌برداری از تابع حقیقی خطی  {\displaystyle f(x)} به دست بیایند، تبدیل فوریه گسسته زمانی مبدل به مجموع تناوبی تبدیل فوریهٔ {\displaystyle f} می‌گردد. خروجی DTFT همواره تناوبی است. از یک دیدگاه دیگر DTFT تبدیلی به دامنهٔ فرکانسی محدود به یک دورهٔ تناوب است.
  - تبدیل فوریه گسسته (DFT):
    - هنگامی که دنبالهٔ ورودی متناوب باشد، خروجی DFT به شکل تابع نمونه برداری دیراک کام در می‌آید که توسط دنبالهٔ ضرایب سری‌های فوریه تعدیل می‌شود. این دنباله را می‌تواند با محاسبهٔ DFT برای یک دورهٔ دنبالهٔ ورودی به دست آورد. تعداد مقدارهای گسسته در یک دورهٔ تناوب DFT با تعداد موجود در یک دورهٔ دنبالهٔ ورودی یکسان است.
    - هنگامی که بخش‌های غیر صفر تابع ورودی محدود هستند، DFT پیوسته و دارای مقادیر محدود خواهد بود. اما یک زیرمجموعهٔ گسسته از مقادیر آن برای بازسازی قسمتی که تحلیل شده‌بود، کافیست. با در نظر گرفتن زمان آن قسمت به اندازهٔ یک دوره تناوب تابع متناوب و محاسبهٔ DFT آن، همان مجموعهٔ گسسته به دست خواهد آمد.

  - تبدیل‌های سینوسی و کسینوسی گسسته: هنگامی که تابع ورودی در اطراف مبدأ، تقارن زوج یا فرد دارد،DTFT به یک تبدیل سینوسی گسسته یا تبدیل کسینوسی گسسته بدل می‌شود.
    - سری فوریه گسسته کاهنده: هنگامی که دورهٔ تناوب از پیش مشخص نباشد و به وسیلهٔ ورودی محاسبه گردد، DTFT به سری فوریهٔ گسستهٔ کاهنده بدل می‌شود.

  - تبدیل گسسته چبیشِو (بر روی ریشه‌های شبکه و اکسترمم‌های شبکهٔ چندجمله‌ای چبیشو تعریف می‌شود): این تبدیل در مسائل مربوط به حل معادلات دیفرانسیل از روش‌های طیفی از اهمیت بالایی برخوردار است. این اهمیت به این دلیل است که با کمک این تبدیل به صورت کارا و سریع می‌توان از نقاط شبکه‌ای به ضرایب سری چبیشو رفت.
- تبدیل فوریه گسسته عمومی (GDFT): این تبدیل از تعمیم DFT به دست می‌آید. پیمانه‌های تبدیل ثابت که تابع‌های فاز آن می‌تواند خطی، با دامنهٔ اعداد صحیح یا حقیقی، یا حتی غیر خطی باشند، این تبدیل را به یک تبدیل مناسب برای طراحی انواع متریک‌ها بدل کرده‌است.
- تبدیل زد: یک تعمیم از DTFT.
- تبدیل کسینوسی گسسته اصلاح‌شده (MDCT)
- تبدیل هارتلی گسسته (DHT)
- تبدیل فوریه زمان کوتاه گسسته
- تبدیل آدامار (تابع والش)

استفاده از تمامی این تبدیل‌ها با وجود تبدیل فوریه سریع (FFT) بسیار آسان شده‌است. قضیه نمونه‌برداری نایکوئیست-شانون برای فهم خروجی این تبدیل‌های گسسته ضروری است.